# Julie Fitzgerald
Julie A.Fitzgerald – australijska judoczka.
Srebrna medalistka mistrzostw Oceanii w 1983. Brązowa medalistka mistrzostw Australii w 1985 roku.